# اف‌ئی‌آی
اف‌ئی‌آی (انگلیسی: FEI Company) شرکت الکترونیک آمریکایی است، که در سال ۱۹۷۱ تأسیس شد.